# 神明社 (世田谷区上祖師谷)
神明社（しんめいしゃ）は、東京都世田谷区の神社。

## 歴史
元禄年間（1688年 - 1704年）に創建されたともいわれているが、水田が開拓された頃からの氏神ともいわれている。
上祖師谷村の鎮守であり、安穏寺が別当寺であった。
現在の社殿は、1967年（昭和42年）に新築した鉄筋コンクリート造の建物である。

## 交通アクセス
- 小田急バス「駒大グランド前」停留所下車すぐ
  - 成02、成06系統 - 成城学園前駅～千歳烏山駅
  - 歳20系統 - 成城学園前駅～千歳船橋駅
- 仙川駅より徒歩17分。

## 関連施設
- 世田谷区立上祖師谷神明公園 - 敷地の北側は児童遊園として利用されている。
- 宮下橋 - そばを流れる仙川にかかる橋。

## ギャラリー

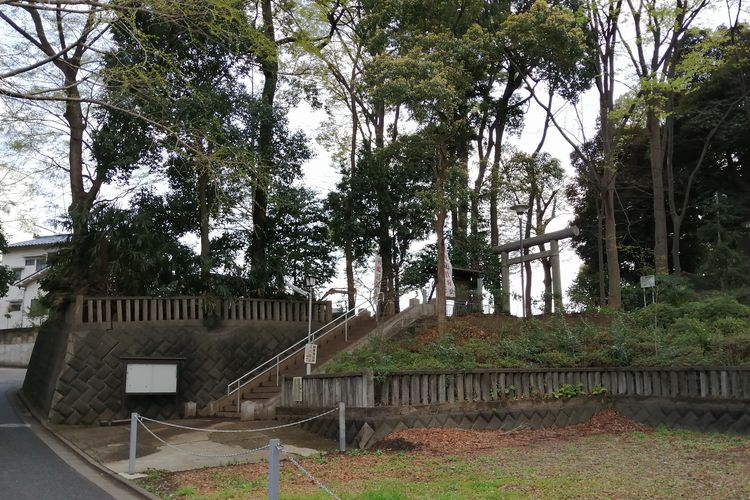
石段
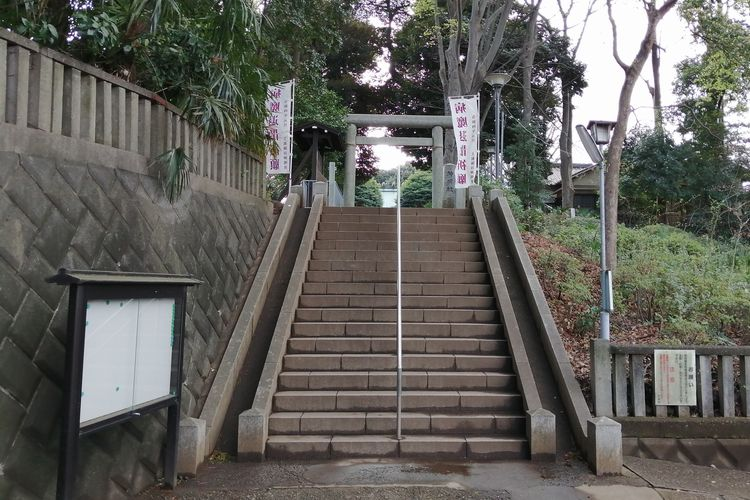
石段と鳥居
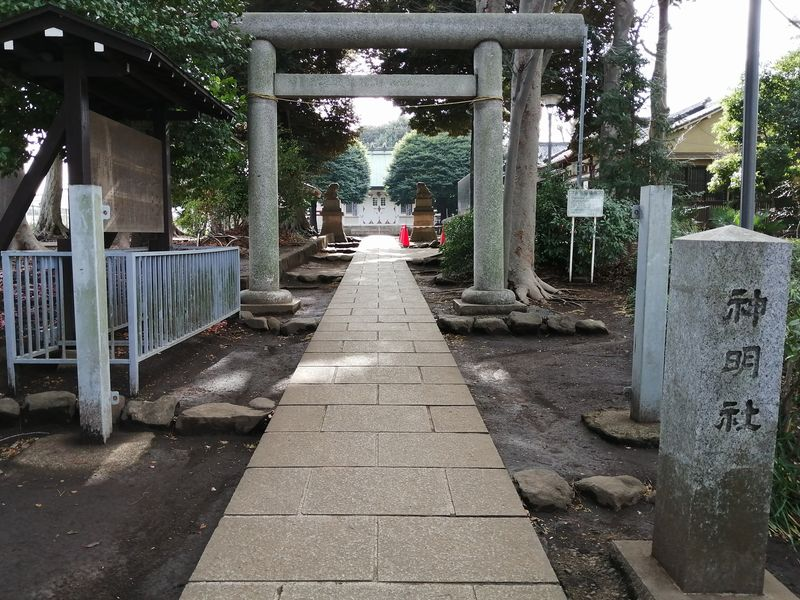
参道
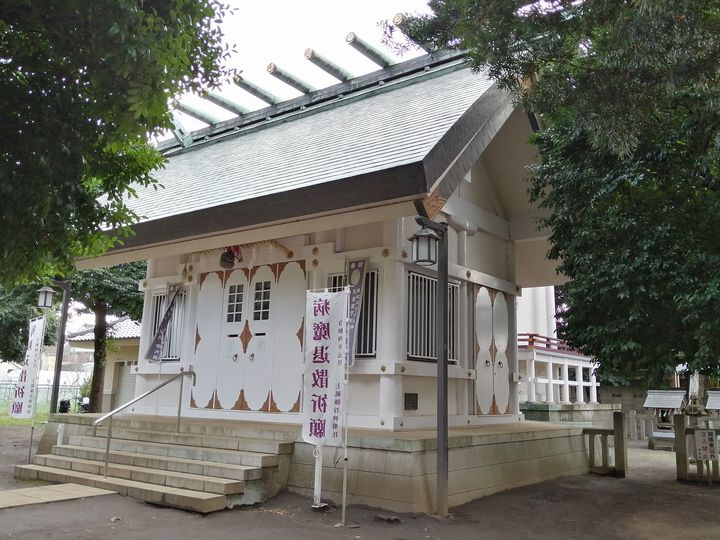
社殿
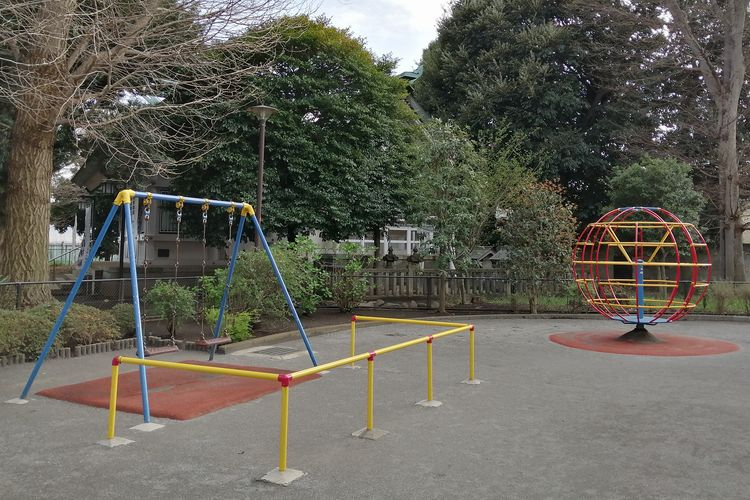
児童遊園